# Melanie Kuenrath
Melanie Kuenrath (* 23. Februar 1999 in Schlanders) ist eine deutsch-italienische Fußballspielerin. Sie ist seit Januar 2025 Vertragsspielerin der Spielgemeinschaft Altach/Vorderland.

## Karriere

### Vereine
Kuenrath begann im Alter von fünf Jahren für den im Südtiroler Burgeis ansässigen Amateur-Sportverein Burgeis mit dem Fußballspielen. Nach Tarsch gelangt, spielte sie im Alter von zwölf Jahren für den ADFC Red Lions und wechselte im Jahr 2014 in die Jugendabteilung des FC Bayern München. Von 2015 bis 2016 bestritt sie zunächst zwei, dann alle 18 Saisonspiele in der B-Juniorinnen-Bundesliga und erzielte neun Tore. Zur Saison 2016/17 in die zweite Mannschaft aufgerückt, kam sie für diese bis zum Saisonende 2018/19 in 56 Punktspielen in der 2. Bundesliga zum Einsatz; in den ersten beiden Saisonen in der Gruppe Süd der seinerzeit zweigleisigen 2. Bundesliga. Ihr Debüt im Seniorinnenbereich gab sie am 11. September 2016 (3. Spieltag) beim 2:0-Sieg im Auswärtsspiel gegen den 1. FFC Frankfurt II als Einwechselspielerin für Elisabeth Mayr ab der 82. Minute. Ihr erstes von elf Toren erzielte sie in der Folgesaison am 24. September 2017 (3. Spieltag) beim 3:1-Sieg im Heimspiel gegen die TSG 1899 Hoffenheim II mit dem Treffer zum  3:0 in der 65. Minute. Gegen diese Mannschaft gelang mit dem 3:2-Sieg am 19. Mai 2019 (am letzten Spieltag ihrer letzten Saison) die Meisterschaft in dieser Spielklasse.
Nach Italien gelangt, gehörte sie von 2019 bis 2021 dem im toskanischen San Gimignano ansässigen Erstligisten Florentia San Gimignano SSD an, für den sie in elf Punktspielen eingesetzt wurde. Von 2021 bis 2024 gehörte sie der Frauenfußballabteilung des SSC Neapel in der Serie A und den beiden Zweitligisten ACF Trento und Lazio CF an. Zwischenzeitlich gehörte sie vom 14. Januar bis zum 10. August 2022 der San Marino Academy in der Serie B an.
Zwei Tage nach ihrer Verpflichtung vom österreichischen Erstligisten SPG FC Lustenau/FC Dornbirn kam sie zum Saisonstart 2024/25 am 15. August 2024 zu ihrem Pflichtspieldebüt, das mit dem 1:0-Sieg im Bundesligaheimspiel gegen den Linzer ASK glückte.

### Nationalmannschaft
Kuenrath bestritt im Jahr 2018 drei Länderspiele für die U19-Nationalmannschaft. Bei ihrem Debüt am 5. April in der EM-Qualifikations-Eliterunde gegen die U19-Nationalmannschaft Schottlands, gelang ihr beim 4:1-Sieg mit dem Treffer zum 2:1 in der Nachspielzeit der ersten 45 Minuten ihr erstes Länderspieltor. Mit ihrer Mannschaft für die Europameisterschaft 2018 in  der Schweiz qualifiziert, bestritt sie die ersten beiden Spiele der Gruppe B und schied als Gruppenletzter mit ihr aus dem Turnier aus.

## Erfolge
- Meister 2. Bundesliga 2019 (mit dem FC Bayern München II)

## Sonstiges
Kuenrath gewann als Mitglied des ASV Yoseikan Budo Vinschgau in den Jahren 2011 und 2014 jeweils die Bronzemedaille in dieser Sportart.